# Piptomeris purpurascens
Piptomeris purpurascens là một loài thực vật có hoa trong họ Đậu. Loài này được (F. Muell.) Greene miêu tả khoa học đầu tiên năm 1893.